# Amico Canobio
Amico Canobio (Novara, aprile 1532 – Isola di San Giulio, 25 settembre 1592) è stato un religioso, imprenditore e filantropo italiano vissuto a Novara al tempo del dominio ducale milanese.

## Biografia

### Infanzia e formazione
Amico Canobio nacque a Novara verso la fine dell'aprile 1532, da Francesco e dalla nobildonna Tommasina Caccia. Riguardo alla sua formazione, sappiamo che studiò diritto economico all'università di Pavia.

### Carriera ecclesiastica
Nonostante la cospicua ricchezza della famiglia, intraprese la carriera ecclesiastica. Nel 1556 ricevette gli ordini minori a Vigevano. Nel 1564 fu nominato monsignore, ciambellano e maestro di camera del pontefice. Il papa Pio IV in persona lo incaricò dell'ufficio di abbreviatore delle lettere apostoliche, il 4 agosto di quello stesso anno. Il 16 aprile 1570 Ottavio Farnese, duca di Parma e marchese di Novara, lo nominò commissario e procuratore speciale per l'affidamento dei beni appartenenti ai benefici ecclesiastici del marchesato di Novara. Non è noto a quando risalga la nomina ad abate commendatario del monastero di San Bartolomeo di Vallombrosa di Novara, ma lo sono i pessimi rapporti coi suoi frati, dato il totale disinteresse di Amico per quell'istituzione che assorbiva rendite senza svolgere alcuna attività. Nella gerarchia ecclesiastica non avanzò oltre il diaconato, ricevuto il 9 aprile 1583. Questa rapida carriera contribuì ulteriormente ad incrementare il suo patrimonio.

### Attività
(Lino Cassani, Memorie storiche di Garbagna Novarese)
(Silvana Bartoli, Sposalizio in canonica)
È noto che si dedicava al prestito di denaro, concordando assieme al fratello Giovanni Agostino come impiegarlo, specialmente nel caso di governanti con problemi finanziari, da cui poteva ricavare favori e protezione. Per queste attività fu processato dalla Curia di Milano per simonia, ma con esito a lui favorevole. Le carte dell'Archivio di Stato di Novara forniscono molti dettagli sull'episodio, collocandolo tra dicembre 1565 e l'inizio del 1566, al suo ritorno a Novara subito dopo la morte del pontefice Pio IV: promotore dell'accusa fu il vicario episcopale Cesare Andenna, il quale in quei giorni stava coprendo d'infamia varie figure religiose e non, sia verbalmente che mediante scritti; Canobio si rivolse dunque ai cardinali Serbelloni e Borromeo, ottenendo la destituzione dell'accusatore dal suo ruolo e il suo allontanamento da Novara con vergogna e disonore.
Con un breve di papa Pio V, il 15 agosto 1566 fondò l'istituto per cui è maggiormente ricordato: il Sacro Monte di Pietà, cui fornì i primi fondi e statuti, e la relativa Confraternita. Da statuto, la Confraternita si sarebbe occupata dell'assistenza sanitaria gratuita per gli ammalati (stipendiando medici e fornendo farmaci), dell'assistenza ai carcerati (materiale, spirituale e legale) e del supporto alle fasce più povere della popolazione. Alla Confraternita furono concessi due importanti privilegi in occasione delle celebrazioni del Venerdì santo di ogni anno: il pontefice concesse di portare il Santissimo Sacramento durante la processione, il duca Ottavio Farnese garantì la possibilità di graziare un condannato a morte. Nel 1938 l'istituto cessò l'attività inizialmente definita, divenendo Monte di credito su pegno. Nel 1992 fu soppresso, tuttavia continuò ad operare fino al 1996, quando le sue funzioni passarono a Banca Sella.
È ricordato infine per essere il fondatore del Sacro Monte di Orta, il 13 dicembre 1590, a modello del Sacro Monte di Varallo, ed ideatore della cappella con gli episodi della vita di San Francesco, opere assai apprezzate dallo stesso Carlo Bascapè.

### Morte
Nel 1592 morì sull'isola di San Giulio, durante la progettazione del Sacro Monte di Orta. I funerali furono celebrati nella chiesa di San Giuliano a Novara.

#### Monumento funebre

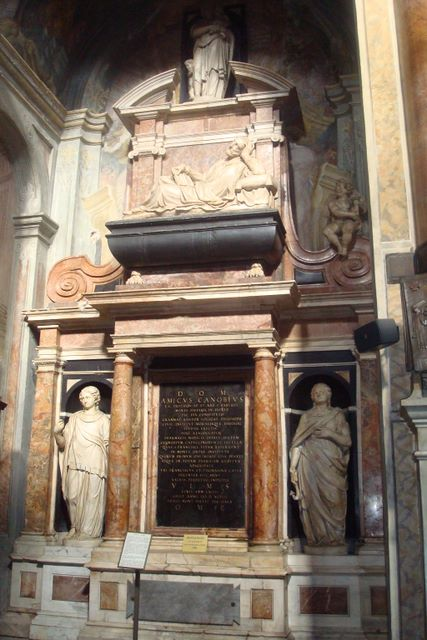
Tomba di Amico Canobio nella chiesa di San Pietro al Rosario

La monumentale tomba fu realizzata alla fine del XVI secolo e posta nel Duomo. È costituita da un alto basamento su cui poggia un corpo dotato di due nicchie laterali contenenti le sculture delle figure allegoriche della Fede e della Speranza, al centro una lapide inscritta e delimitata da due colonne. Il sarcofago vero e proprio è nella parte superiore, sormontato dalla statua del defunto coricato e accompagnato da due volute dotate di putti reggitorcia. Alla sommità è il gruppo scultoreo della Carità. La struttura ha un'altezza complessiva di circa otto metri e una larghezza di oltre quattro. Le sculture sono realizzate in marmo bianco, rosso e nero. Non si conosce l'autore, ma raffronti con opere lombarde coeve fanno ipotizzare una mano di matrice culturale milanese. Nel 1863, in occasione della demolizione del vecchio duomo voluta da Alessandro Antonelli, la tomba fu trasferita nella chiesa di San Pietro al Rosario e posta nella prima cappella a sinistra, fino a quel momento dedicata al pontefice Pio V.

### Testamento
Morendo lasciò un patrimonio che comprendeva 7000 pertiche di terreni, tre case a Novara e molto denaro, il tutto equivalente al valore di oltre 300 kg d'oro. I terreni maggiori (più di 100 pertiche) si trovavano nel Novarese e in Lomellina, più precisamente a Nicorvo, Ceretto Lomellina, Castelnovetto, Mortara, Borgolavezzaro, Bicocca, Moncucco, Olengo e Lumellogno.
Nel testamento, redatto l'anno precedente, designò il figlio Agostino erede universale del patrimonio, con la clausola che, in caso di morte di quest'ultimo senza eredi, il tutto sarebbe passato alla confraternita del Monte di Pietà.
Tuttavia la Camera apostolica di Roma non aveva mai visto di buon occhio la crescita di quell'immenso patrimonio, quindi ne ordinò la confisca con la motivazione che un religioso non poteva eleggere un figlio illegittimo ad erede. Grazie ai potenti appoggi della famiglia, la vertenza fu risolta già nel 1594 a favore del Canobio col pagamento di 5000 scudi al cardinale Pietro Aldobrandini, nipote del papa Clemente VII. L'inventario patrimoniale redatto in tale occasione riporta la lista dei testi appartenenti alla sua biblioteca personale (una cinquantina di volumi), che consente di delineare alcune sfumature aggiuntive sulla sua persona mediante i suoi gusti: solo testi religiosi, storici e letterari, tutti in lingua volgare.

#### Scuole canobiane
Col testamento donò la casa di Piazza delle Erbe al Comune e dispose che vi si fondasse un istituto per l'istruzione pubblica gratuita, denominato Pia Scuola Canobia della Sapienza (in seguito noto semplicemente come Scuole canobiane). L'istituto avrebbe annualmente destinato 600 scudi d'oro al compenso dei docenti per l'insegnamento di grammatica, lettere, retorica, filosofia, istituzioni civili e teologia, dai corsi elementari fino a quelli universitari. L'inaugurazione avvenne nel 1603 e fino al 1635 mantenne l'impostazione iniziale, dopo di che l'insegnamento dei corsi medi e superiori fu affidato ai membri della Compagnia di Gesù. Per due secoli furono le uniche scuole di Novara. Le alterne vicende dell'istituto, tuttavia, avrebbero alla lunga deluso le aspettative dell'ideatore, tanto che all'inizio del XIX secolo il Bianchini lo definiva semplicemente scuole normali (scuole elementari) e nel 1849 fu definitivamente chiuso.

## Opere
- Amico Canobio, Statuti, & Ordini della Ven. Comp. e Sagro Monte della Santìss. Pietà della Città di Novara, Novara, 1588.[10]

## Riconoscimenti

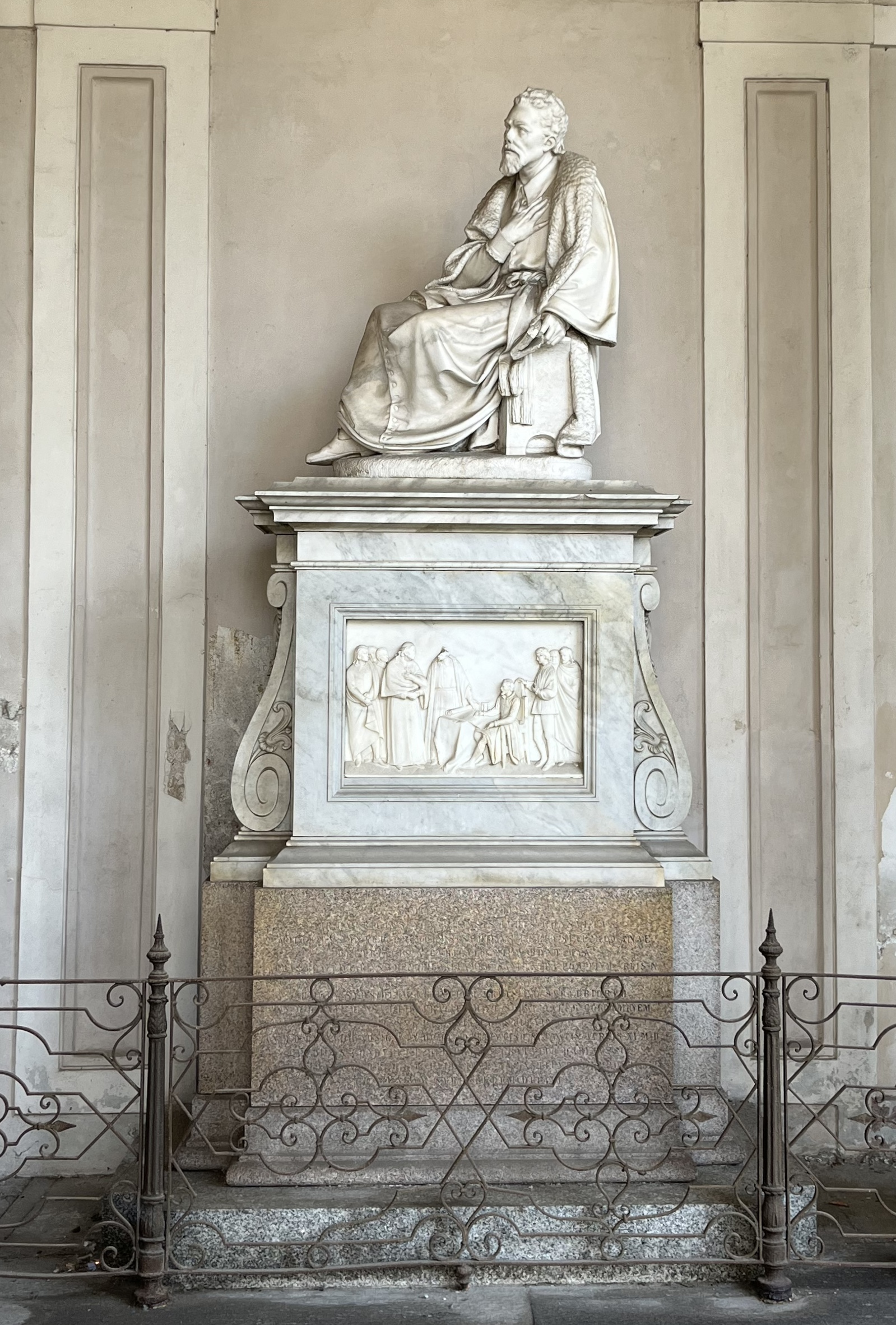
Monumento ad Amico Canobio, nell'atrio del Duomo di Novara

Il suo ritratto fu incluso da Francesco Antonio Bianchini e Giacomo Giovanetti nella serie di 48 metope (medaglioni) raffiguranti novaresi illustri a decorazione dei Portici Nuovi dei Mercanti, opera realizzata tra il 1839 e il 1869. Il ritratto è ritenuto veritiero, dato che a quel tempo ne esisteva più d'uno, presso le sedi delle istituzioni da lui fondate.
Con la delibera n. 174 del 29 maggio 1890, il comune di Novara gli intitolò una via in centro, precedentemente nota in dialetto come Cuntrà dal Pudestà.
Nello stesso periodo fu eretto nell'atrio del duomo un monumento marmoreo che lo raffigura, opera dello scultore trecatese Giuseppe Cassano eseguita tra il 1880 e il 1890.

## Famiglia Canobio
La famiglia proveniva dal paese di Cannobio, sul Lago Maggiore.
Parlando degli uomini illustri del Lago Maggiore, Vincenzo De Vit fece tuttavia presente che diverse famiglie emigrarono da Cannobio, assumendo nelle nuove località il cognome del loro paese nativo. Citando Carmine del Sasso, De Vit motivò così la presenza di famiglie Cannobio anche in città più lontane come Cremona, Modena e Bologna. Data la vicinanza geografica, De Vit ritenne che i rami della famiglia emigrati a Novara e Milano fossero probabilmente i più strettamente legati al paese nativo, quindi su di essi concentrò la sua trattazione.
Nel far luce sui reali appartenenti alla famiglia Canobio, De Vit suggerì inoltre di considerare che numerosi furono i religiosi che, come da consuetudine del proprio ordine, assunsero un nome indicante la provenienza. Alcuni esempi citati dal De Vit: i frati Angelo, Antonio, Evangelista, Francesco e Marcello da Cannobio provenivano in realtà dalle famiglie Bombelli, Ghiaccia, Gallarini, Ferratina, Mazzirona e Centinelli.

### Ramo novarese
Il nome originario di questo ramo della famiglia si ritiene essere de Homatiis, corrispondente all'italiano Omacini o Omaccini. Pur non appartenendo alla nobiltà, conosciamo il loro stemma araldico, così descritto:
Il bisnonno di Amico, Giovanni, lasciò il paese natìo a metà del Quattrocento. Il nonno Antonio lasciò Vigevano per Novara all'inizio del XVI secolo, al tempo della guerra tra francesi e spagnoli, con i figli Battista, Francesco e Paolo. Sebbene non appartenenti alla nobiltà, disponevano di ingenti capitali derivati dal commercio, dai prestiti e dall'appalto delle imposte, investiti in molti terreni sia nel Novarese che in Lomellina. A Novara acquistarono la storica casa Tornielli in piazza delle Erbe, tuttora esistente, decorata in facciata con tondi in cotto raffiguranti gli imperatori Galba e Nerva. Il prestigio della ricca famiglia, che già disponeva di ottimi agganci sia a Milano che a Roma, crebbe ulteriormente col matrimonio di Francesco e Tommasina Caccia (genitori di Amico), nobildonna di una delle famiglie più in vista della città. Il legame con la famiglia Caccia portò i Canobio a schierarsi con la fazione guelfa.
Il fratello di Amico, Giovanni Agostino, sposò Maddalena Caccia e fu uno degli uomini più potenti di Novara a quel tempo. Sfruttando le ricchezze famigliari, nel 1561 riuscì ad accedere agli ambienti del potere cittadino, comprando la voce decurionale della famiglia Patroni per 200 scudi d'oro. Tale pratica fu una palese violazione dei dettami degli statuti, ma nessuno osò protestare, poiché le attività e le conoscenze di Giovanni Agostino lo rendevano uomo potente e pericoloso. Né il governo di Milano né quello di Parma interferirono nelle questioni relative all'acquisizione illecita di cariche nel consiglio decurionale novarese. I fratelli Amico e Giovanni Agostino furono descritti come molto affiatati: gestivano assieme il patrimonio ereditato dal padre, decidevano assieme come investire e prestare il denaro, condividevano la casa di famiglia in piazza delle Erbe. Erano inoltre molto legati agli altri rami della famiglia, informando e supportando reciprocamente, anche in caso di problemi con le autorità. Giovanni Agostino morì nel 1570 senza eredi.

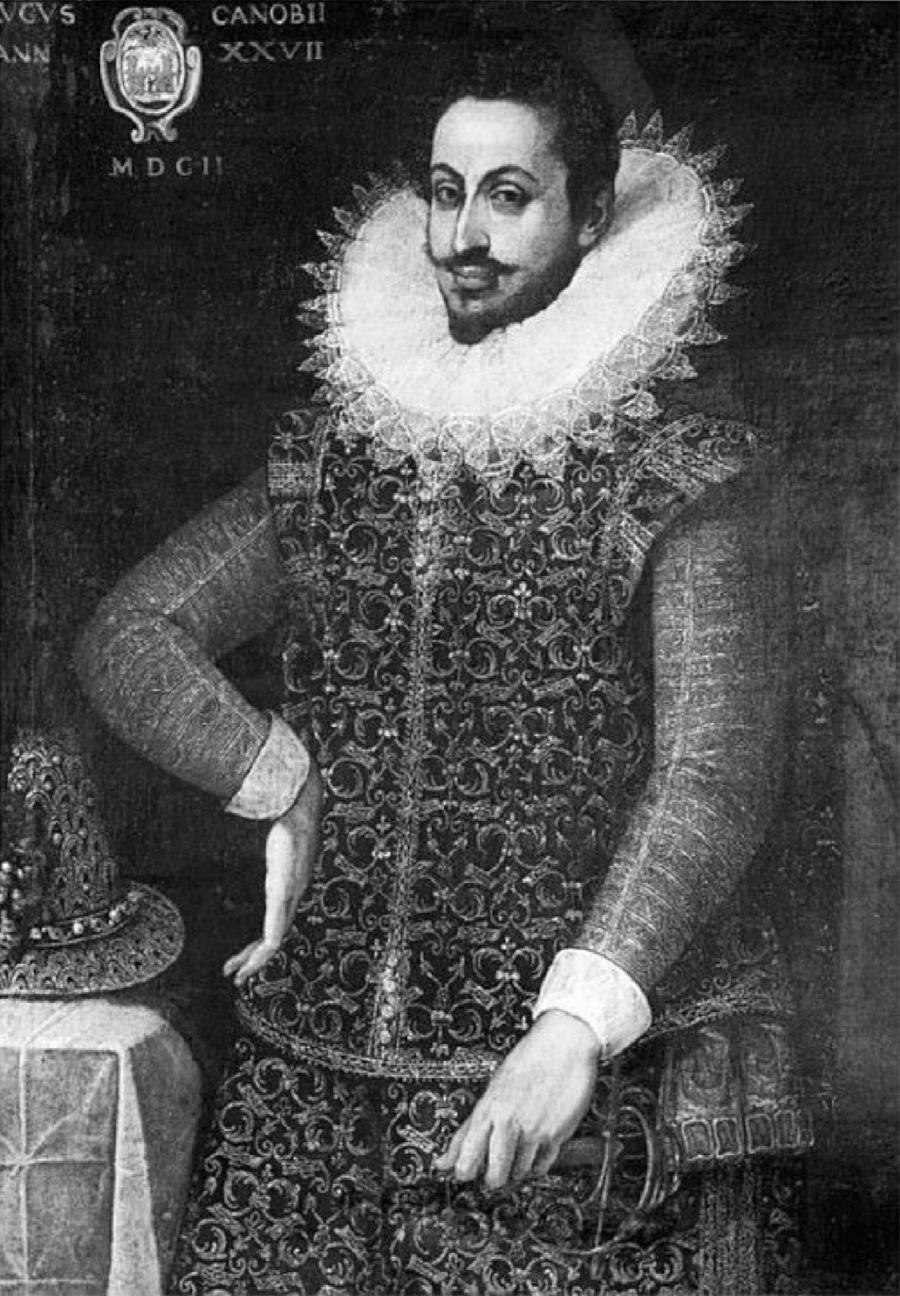
Agostino Canobio, figlio di Amico, nel 1602

Il figlio illegittimo di Amico, Agostino, nacque nel 1575 ed aveva la fama di essere un giovane scapestrato. Negli anni a cavallo tra Cinquecento e Seicento fu al centro di una vicenda che probabilmente suggerì ad Alessandro Manzoni il tema centrale del romanzo I promessi sposi. Agostino era fidanzato con Margherita Casati, una nobildonna vedova molto abbiente di cui non si sa altro (emersero dubbi sul fatto che Agostino potesse aver aiutato Margherita a disfarsi del marito). Il nobile Giovanni Battista Caccia (detto il Caccetta), tuttavia, impedì in tutti i modi il matrimonio, non è certo se per amore o interesse economico. La prima vittima fu la moglie, Antonia Tornielli, probabilmente avvelenata. Il canonico Serafino de' Conti, consigliere di Margherita ed incaricato della celebrazione del matrimonio, fu minacciato da uomini del Caccetta e denunciò la cosa al tribunale. Seguirono due omicidi tra i sostenitori di Agostino: l'amico (o cugino) Sebastiano Cattaneo, ucciso il 10 giugno 1600 sulla strada per Mortara presso la Bicocca, e lo zio Ottavio Canobio, ucciso a dicembre 1600 a Milano. Il Caccetta fu condannato a morte per questi ultimi due omicidi, ma assolto dopo aver consegnato le teste di due banditi e, prudentemente, si rifugiò a Gattinara. Agostino reagì, seguirono quindi molte morti tra gli uomini del Caccetta. Tuttavia, grazie alle ricchezze, la legge e i potenti dalla sua parte, riuscì a far passar tutto sotto silenzio. Dopo varie vicende, Agostino morì nell'aprile del 1602, senza riuscire a convolare alle agognate nozze. Il Caccetta, tradito da alcune conoscenze piemontesi, morì nel settembre 1609 a Milano per decapitazione, dopo un processo lungo sette anni.

### Ramo milanese
Il secondo ramo della famiglia trattato dal De Vit è quello trasferitosi invece a Milano, i cui membri più noti furono i fratelli Girolamo e Paolo Cannobio. Entrambi nacquero e vissero l'intera vita nella città lombarda, dedicandosi allo studio delle lettere e alla pietà, morendo senza eredi. Furono sepolti nella chiesa di Santa Maria delle Grazie, fondata dallo stesso Paolo. Paolo morì attorno al 1556 e nel suo testamento lasciò l'intero patrimonio all'Ospedale grande di Milano, con l'obbligo, tra gli altri, di fondare e mantenere una scuola pubblica che insegnasse logica e filosofia morale. La scuola fu poco tempo dopo istituita e prese il nome di Scuola Canobiana, nome ancora in uso a fine Ottocento. Da essa prese in seguito il nome il teatro della Cannobiana.